# РД-180
РД-180 — российский двухкомпонентный (горючее — керосин, окислитель — жидкий кислород) жидкостный ракетный двигатель закрытого цикла с дожиганием окислительного генераторного газа после турбины, оснащён двумя камерами сгорания и двумя соплами.

Разработан в середине 1990-х годов на основе мощнейшего советского двигателя РД-170, производится на территории России в «НПО Энергомаш имени академика В. П. Глушко». Проект двигателя РД-180 был разработан под руководством Б. И. Каторгина.

## История
РД-180 был создан в середине 1990-х годов на основе жидкостного ракетного двигателя РД-170 под руководством Бориса Ивановича Каторгина, в 1996 году проект РД-180 выиграл конкурс на создание и продажу двигателей для РН США «Атлас-3» и «Атлас-5».
В 1996 году право на использование двигателя приобрела компания General Dynamics. Ею он был впервые использован 24 мая 2000 года в качестве первой ступени РН «Атлас IIA-R» — модификации ракеты «Атлас IIA»; в дальнейшем ракета была переименована в «Атлас III». После первого запуска была проведена дополнительная работа по сертификации двигателя с целью его использования на универсальном ракетном модуле (англ. Common Core Booster) основной ступени ракеты «Атлас-5». Цена одного двигателя по состоянию на 2010 год составляла 9 млн долл. Таким образом, с начала 1999 года двигатель РД-180 используется в РН «Атлас-3» и «Атлас-5».
РД-180, который использовался на испытательном стенде, был показан на 23-й встрече Большой восьмёрки (июнь 1997 года, Денвер, США).
Так как целью программы использования двигателя являются запуски коммерческих спутников и спутников правительства США, то для соответствия поставок американскому законодательству совместным производителем РД-180 считается Pratt & Whitney. При этом, несмотря на распространяемые в интернет-СМИ и блогах многочисленные слухи, патентные права на конструкцию двигателя принадлежали НПО «Энергомаш» до октября 2019 года (срок действия патента США — 20 лет); на конец 2018 года всё производство двигателя сосредоточено в России.
Продажа осуществлялась совместным предприятием «Pratt & Whitney» и НПО «Энергомаш», называемым СП «РД-Амрос»; приобретение и монтаж производились United Launch Alliance (ULA).
C мая 2014 года заключение новых контрактов временно прекращено по постановлению суда, в связи с иском конкурента — компании SpaceX; поставки двигателей по старым контрактам продолжаются.

## Конструкция
Двигатель состоит из:
- двух камер сгорания,
- турбонасосного агрегата,
- бустерного насосного агрегата горючего,
- бустерного насосного агрегата окислителя,
- газогенератора,
- регулятора расхода горючего в газогенераторе, дросселя окислителя, дросселя горючего, пуско-отсечных клапанов окислителя и горючего,
- блока баллонов, двух ампул с пусковым горючим, пускового бачка.
- системы рулевых приводов, системы приводов автоматики, блока управления автоматикой и датчиков системы аварийной защиты,
- рамы двигателя, донного экрана, теплообменника для подогрева гелия на наддув бака окислителя.

Массовое соотношение окислителя и горючего — 2,72, дросселирование возможно в диапазоне 40—100 %.

## Использование

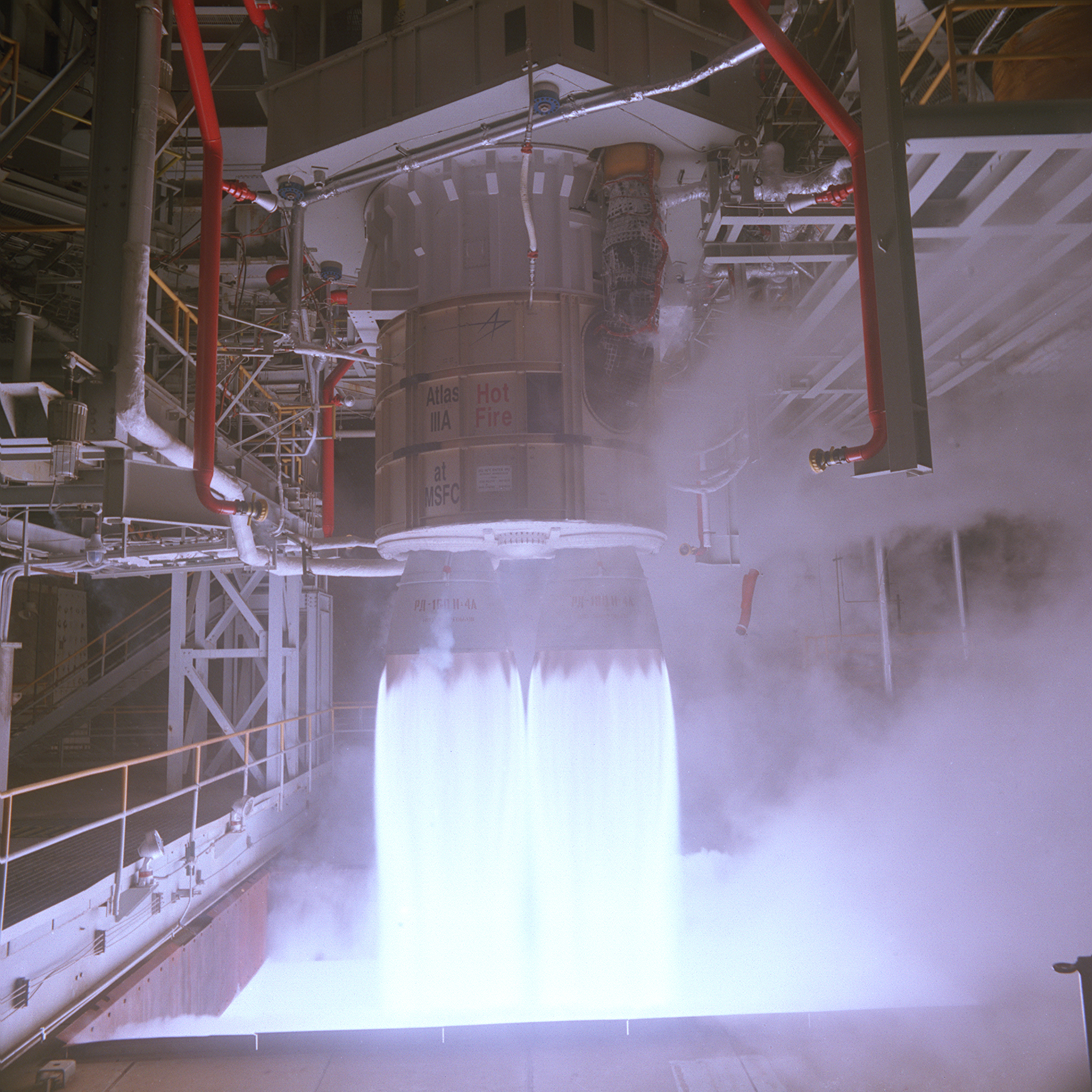
Двигатель РД-180 на испытательном стенде в Космическом Центре Маршалла (США)

Космические запуски с использованием РД-180 включают миссию к Плутону «Новые горизонты» (2006),
миссию к Луне LRO (2009),
аппараты для исследования Солнца «Обсерватория солнечной динамики» (2010) и Solar Orbiter (2020),
миссию к Юпитеру «Юнона» (2011), миссии к Марсу MRO (2005), «Марсианская научная лаборатория» (2011), MAVEN (2013), InSight (2018) и «Марс-2020» (2020), миссию за грунтом астероида OSIRIS-REx (2016), миссию по изучению троянских астероидов Юпитера «Люси» (2021).
В конце 2018 года проект носителя с шестью боковыми блоками, оснащёнными РД-171, и одним центральным, снабжённым РД-180, был выбран в качестве базового облика новой российской сверхтяжёлой ракеты. Готовность ракеты планируется на 2027 год, а пуск носителя — на 2028 год с космодрома «Восточный».

### Ситуация с американским рынком сбыта
Двигатель РД-180 используется на американских двухступенчатых ракетах-носителях Atlas V,  используемых с 2002 года для вывода на орбиту спутников военного назначения и исследовательских аппаратов NASA. Эти ракеты позволяли консорциуму ULA удерживать монополию на запуски миссий в интересах национальной безопасности и  науки, в том числе марсианских.
В 2008—2009 годах чистый убыток «Энергомаша» от поставок двигателей РД-180 в США составил 880 миллионов рублей или почти 68 % всех убытков компании. Счётная палата России выявила, что двигатели продавались только за половину стоимости затрат на их производство. По словам исполнительного директора НПО «Энергомаш» Владимира Солнцева, до 2010 года ракетные двигатели продавались с убытком, поскольку себестоимость производства росла более высокими темпами, чем цена, по которой удавалось наладить сбыт. В 2010—2011 годах был принят ряд мер, и ситуацию удалось выправить.
В связи с ухудшением российско-американских отношений (с 2014 года), политики обеих стран выдвигали предложения о прекращении поставок двигателя, используемых американцами. В частности, запрет на закупки двигателя введён поправкой Джона Маккейна. С инициативой запрета использования двигателя для военных запусков США выступал зам. председателя Правительства РФ Дмитрий Рогозин.
В качестве замены РД-180, в США рассматривался новый двигатель, на разработку которого Пентагоном выделено[когда?] 160 млн долларов. Ожидалось, что он будет готов к использованию не ранее 2019 или даже 2025 года.
Альтернативным вариантом является разворачивание производства РД-180, по имеющейся у США лицензии (до 2030 года), на заводе ULA в Декейтере.
В 2014 году был заключён контракт с частной компанией Blue Origin на создание аналога российского РД-180; их новый двигатель BE-4 (в качестве горючего используется метан) был представлен в начале 2017 года.
В августе 2018 директор НАСА Джим Брайденстайн в интервью телеканалу C-Span заявил, что американские разработчики трудятся над тем, чтобы создать альтернативу российским двигателям РД-180.
В январе 2018 года Financial Times со ссылкой на представителей НПО «Энергомаш» заявила о том, что китайская компания Great Wall Industry ведёт переговоры о покупке технологии ракетных двигателей; издание отмечало, что РД-180 развивает в три раза бо́льшую тягу, чем самый мощный китайский двигатель YF-100, который создан на основе более раннего двигателя РД-120.
В декабре 2018 года глава SpaceX Илон Маск заявил о неловкости факта, что Boeing/Lockheed вынуждены использовать российский двигатель на ракете Atlas, а сам двигатель назвал великолепным.
12 февраля 2019 года главный конструктор НПО «Энергомаш» Пётр Лёвочкин отметил, что двигатель РД-180 сертифицирован с 10 % запасом, а это значит, что давление в его камере сгорания может быть выше 280 атмосфер.
20 декабря 2019 года ракета-носитель «Атлас V» с российскими двигателями РД-180 запустила с авиабазы на мысе Канаверал на орбиту космический корабль CST-100 Starliner компании Boeing.
Летом 2020 года ULA получила первый тестовый двигатель BE-4 производства «Blue Origin».
По состоянию на 08 апреля 2021 года (более 20 лет с момента первого пуска РН «Атлас» с РД-180) в США поставлено 116 двигателей, состоялось 92 пуска, все они признаны успешными.
16 апреля 2021 года Роскосмос сообщил об отправке в США последней партии из 6 двигателей РД-180. Глава «Роскосмоса» Дмитрий Рогозин в сентябре того же года сообщил, что американцы сформировали запас этих двигателей и временно не нуждаются в новых закупках.

## Модификация

### Русь-М
РД-180В для первой ступени планировалось использовать в новой разработке — серии российских ракет-носителей «Русь-М»; в различных модификациях ракеты могло использоваться от 1 до 5 двигателей.
Но в 2013 году НПО «Энергомаш» прекратило работу над этим двигателем, так как ранее «Роскосмос» отказался от самой ракеты.